# 대한민국 해군 방송선 피랍 사건
해군 방송선 피랍 사건은 1970년 6월에 연평도 부근의 공해에서 어선단 보호 임무를 수행하고 있던 대한민국 해군의 120톤 급의 방송선이 조선인민군 해군의 공격을 받아, 승무원 20여 명이 대부분 사살당하여 피랍된 사건이다.

## 사건 경위
1970년 6월 5일 하오 1시40분쯤 서해안 연평도 서쪽해상에 우리 어선단보호를 위해 배치된 해군방송선 1척(1백20t급·정장 정수일준위)이 북괴 해군고속경비정 2척(PGM형·2백50t급)의 공격을 받고 납치됐다.
연평도서쪽 7마일해역에 이르렀을때 수척의 북괴 고속경비정(3백t급)이 북괴어선단틈에 끼여있다가 돌연 그중 2척이 남쪽으로 침로를 돌리면서 76.2㎜, 37㎜, 14.5㎜기관포 수백발을 해군방송선에 퍼부었다. 우리방송선은 이때 자위책으로 기관총과 자동소총으로 이에 응사, 15분동안 교전했으나 적의 포탄이 방송선체에 명중, 수명의 전사상자를 내고 용전한 보람없이 북괴에 끌려갔다.
방송선은 전세가 기울자 하오1시5분 항공지원을 요청하고 통신이 끊겼다. 공군의 F-5A 전투기는 하오 1시40분쯤 현장에서 위협사격을 했으나 방송선은 이미 북방한계선을 넘어 적해안에 접근하고 있어 사격할 수 없었다.

## 같이 보기
- 대한민국 해군 56함 침몰 사건
- 대한민국 해경 경비정 제863호 침몰 사건